# 千葉市都立高校教諭強盗殺人事件
千葉市都立高校教諭強盗殺人事件（ちばしとりつこうこうきょうゆごうとうさつじんじけん）とは1997年（平成9年）2月に千葉県千葉市で発生した強盗殺人事件。犯人は逮捕されておらず、現在も未解決事件となっている。
2007年（平成19年）5月1日、捜査特別報奨金制度対象事件に指定された。

## 概要
1997年（平成9年）2月8日午後8時50分頃、千葉市若葉区みつわ台の自宅の庭先で東京都立小岩高等学校に勤める男性教諭（当時60歳）がジャージ姿で胸部を刺され、うつぶせになって倒れて死亡しているのを帰宅した妻（当時57歳）が発見した。自宅の1階と2階には物色したような跡があったため、千葉東警察署は強盗殺人事件と断定した。事件当日は休日で、被害者が一人で自宅にいたところへ空き巣に入られ、物色中の犯人に襲われて胸部を包丁で突き刺されて殺害されたものと見られている。現場周辺は毎年空き巣被害が多発しており、空き巣による居直り強盗の可能性も視野に入れて捜査をしている。
遺体には胸部に刺された痕があり、近くには犯行に使用された包丁が落ちていた。被害者は、事件の1か月後に生徒の卒業とともに自身も定年退職を控えていた中での惨劇であった。
その後、2007年（平成19年）5月1日に第1回捜査特別報奨金制度の対象となった。
2008年（平成20年）5月31日に第1回捜査特別報奨金制度の適用期限が切れたため、妻や長女ら遺族が私的懸賞金300万円をかけて情報提供を呼びかけている。

## 犯人の特徴
下記は、警察の手配書に書かれている犯人の特徴である。
- 年齢 … 20歳〜35歳くらい
- 身長 … 170センチ程度
- 顔の特徴 … 丸顔、色白、頬がしもぶくれの感じ
- 服装 … 黒色帽子、黒色トレーナー上下